# 山王廃寺跡

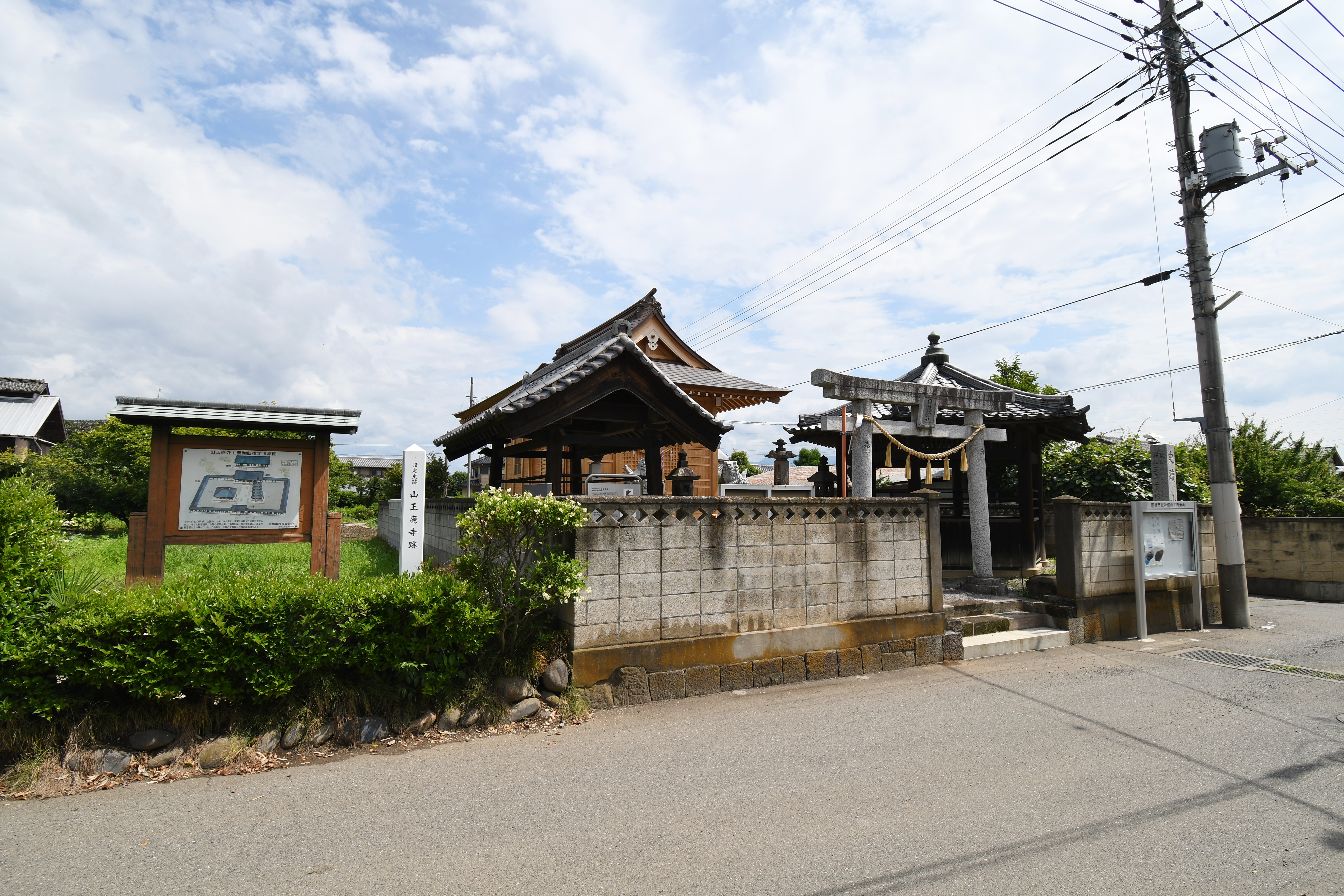
山王廃寺跡 説明板付近左に説明板、右の日枝神社境内に塔心礎・塔心柱根巻石・石製鴟尾が所在。

山王廃寺跡（さんのうはいじあと）は、群馬県前橋市総社町総社にある古代寺院跡。国の史跡に指定され、塔心柱根巻石・出土緑釉陶器は国の重要文化財に指定されている。

## 概要

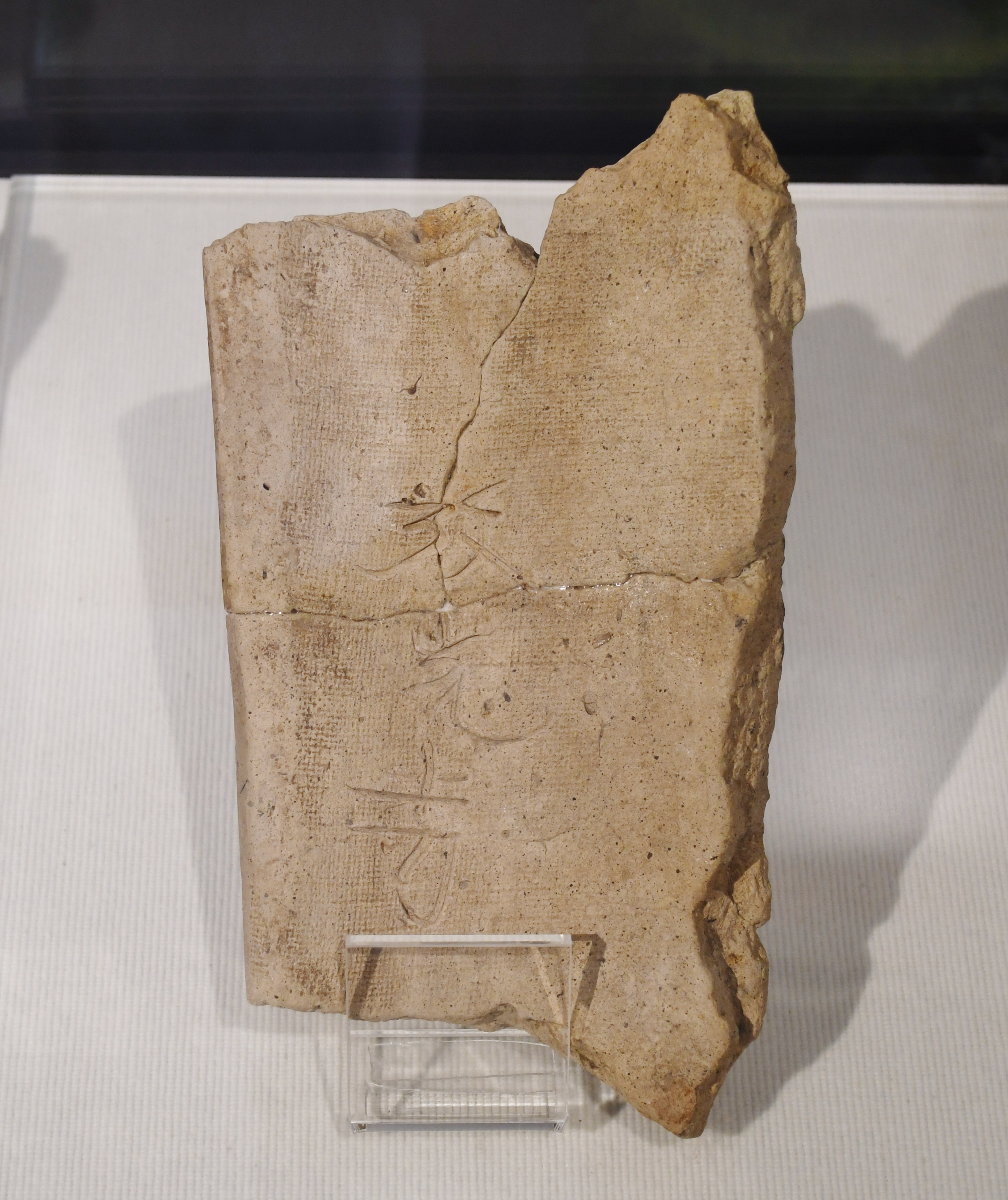
「放光寺」銘平瓦前橋市総社歴史資料館展示。

群馬県中央部の榛名山南東麓を流れる八幡川と牛池川に挟まれた微高地上に位置する。西側約600メートルに関越自動車道が、南側に国道17号が、東側にJR東日本上越線と八幡川を挟んで吉岡バイパス（産業道路）が走る。同廃寺跡の調査は大正時代に塔心礎が偶然発見されたことに始まり、その後の調査で、上毛地域では最古の、関東地方でも最初期の古代寺院跡であることが明らかとなった。
1974年（昭和49年）から1981年（昭和56年）まで発掘調査が行われ、2006年（平成18年）から2010年（平成22年）には寺域を確認するための山王廃寺範囲内容確認調査が行われた。発掘調査で「放光寺」・「方光」と書かれた瓦が見つかったことで、古文献などに記された「放光寺」であることが判明している。
1928年（昭和3年）2月7日に「山王塔阯」の名称で国の史跡に指定され、2008年（平成20年）3月28日には指定範囲を追加のうえ、指定名称が「山王廃寺跡」に変更された。他に、同廃寺跡から出土した塔心柱根巻石、緑釉陶器、塑像片などが国の重要文化財や群馬県指定重要文化財に指定されている。

## 歴史

### 古代
山王廃寺跡の周辺には総社古墳群や上野国の国府・国分寺・国分尼寺があり、7世紀の総社町地域は上野国の中心地であった。元来の寺名は「放光寺」であり、塔の心礎や心柱根巻石、鴟尾など精緻な石造品が出土しているため、同寺はヤマト王権と密接な関係にあった古代豪族・上毛野氏の氏寺と考えられている。
飛鳥時代の天武天皇10年（681年）に建立された山ノ上碑の銘文には、放光寺の僧・長利が同碑を建立したことが記されており、7世紀後半には放光寺が存続していたことがわかるが、平安時代の長元3年（1030年）に成立した『上野国交替実録帳』には、定額寺である放光寺が寺院の体をなしてないため、その列から外してほしいとの申請があったことが書かれている。発掘調査の結果からも、寺院の存続時期は7世紀後半から11世紀頃までであったと思われる。

### 近代以降
1921年（大正10年）に、日枝神社の境内から石製の塔心礎が発見された。その後、石製鴟尾、塔心柱根巻石、塑像、緑釉陶器や大量の瓦などが続々と出土した。
1928年（昭和3年）2月7日に塔跡と思われる範囲が「山王塔阯」の名称で国の史跡に指定され、1953年（昭和28年）11月14日に塔心柱根巻石が「上野国山王廃寺塔心柱根巻石」として国の重要文化財に指定された。1966年（昭和41年）6月11日には緑釉水注、緑釉埦、緑釉皿、銅鋺が一括して国の重要文化財に指定されている。
1974年（昭和49年）から1981年（昭和56年）まで発掘調査が行われたが、1974年（昭和49年）次調査では北門と思われる建物跡（のちに講堂と推定）が検出され、1979年（昭和54年）次調査では塔の西側に金堂と思われる建物跡が検出された。また、同年次の調査で「放光寺」とヘラ書きされた瓦が出土したことで、山王廃寺は山ノ上碑銘文や『上野交替実録帳』中に見える放光寺であると判明した。
1997年（平成9年）から1999年（平成11年）には下水道工事や道路改良事業に合わせて調査が行われ、寺域の西方から大量の瓦や塑像が埋まった土坑が検出された。同土坑からは塑像片2000点以上を含む3000点以上の破片が出土したが、塑像には焼けた跡があることから、塔が火災に遭ったため、瓦や初層にあった塔本塑像の残骸がまとめられて穴へ廃棄されたものと思われる。
2006年（平成18年）から2010年（平成22年）には寺域を確認するための山王廃寺範囲内容確認調査が行われた。2008年（平成20年）3月28日付けで国の史跡としての指定範囲が拡大され、指定名称が「山王廃寺跡」に変更された。2017年（平成29年）8月25日には1959年（昭和34年）に個人が採集した「山王廃寺出土塑像頭部」と、1997年（平成9年）および1999年（平成11年）の発掘調査で出土した「山王廃寺出土塑像群」が群馬県指定重要文化財に指定された。

## 沿革
- 1921年（大正10年） - 塔礎石の発見[5]。
- 1928年（昭和3年） - 「山王塔阯」として国の史跡に指定[4][6]。
- 1953年（昭和28年） - 塔心柱根巻石が国の重要文化財に指定[10]。
- 1966年（昭和41年） - 緑釉水注・緑釉埦・緑釉皿・銅鋺が国の重要文化財に指定[11][12][13][14]。
- 2008年（平成20年） - 史跡範囲の追加指定および指定名称を「山王廃寺跡」に変更[5][6]。
- 2017年（平成29年） - 塑像頭部・塑像群が群馬県指定重要文化財に指定[7]。

## 伽藍

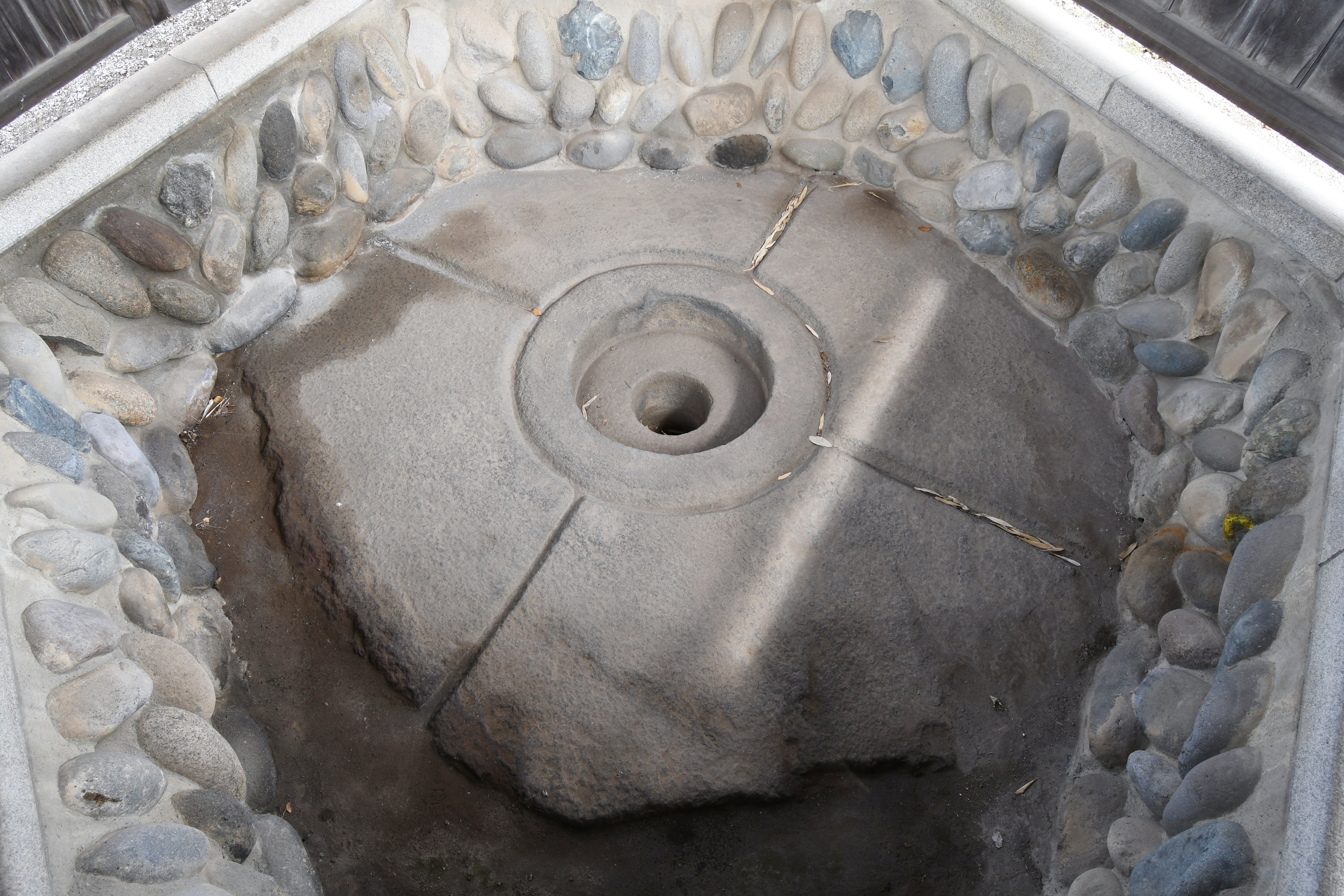
塔心礎

寺域は東西79.7メートル・南北81メートルの回廊に囲まれている。主要伽藍としては西に金堂、東に塔が配置され、これらの北側に講堂が配置される法起寺式伽藍配置である。
金堂は約22メートル四方。講堂は東西37.8メートル・南北24.5メートル。塔の基礎は13.5メートル四方である。塔礎石は直径2.5メートルから2.7メートル、厚さ1.5メートルあまりを測り、表面は滑らかに削られている。石の中心部には、柱を立てるための直径約65センチメートルほどの穴が穿たれており、さらにその内部に深さ30センチメートルの舎利孔が加工されている。この穴の周囲には直径1メートルの溝が円状に刻まれており、さらに四方へ放射状に溝がある。

## 文化財

### 国の史跡
- 山王廃寺跡[5][6][9][3]
1928年（昭和3年）2月7日に「山王塔阯」として指定、2008年（平成20年）3月28日に史跡範囲の追加指定および指定名称を「山王廃寺跡」に変更[9]。

### 重要文化財（国指定）

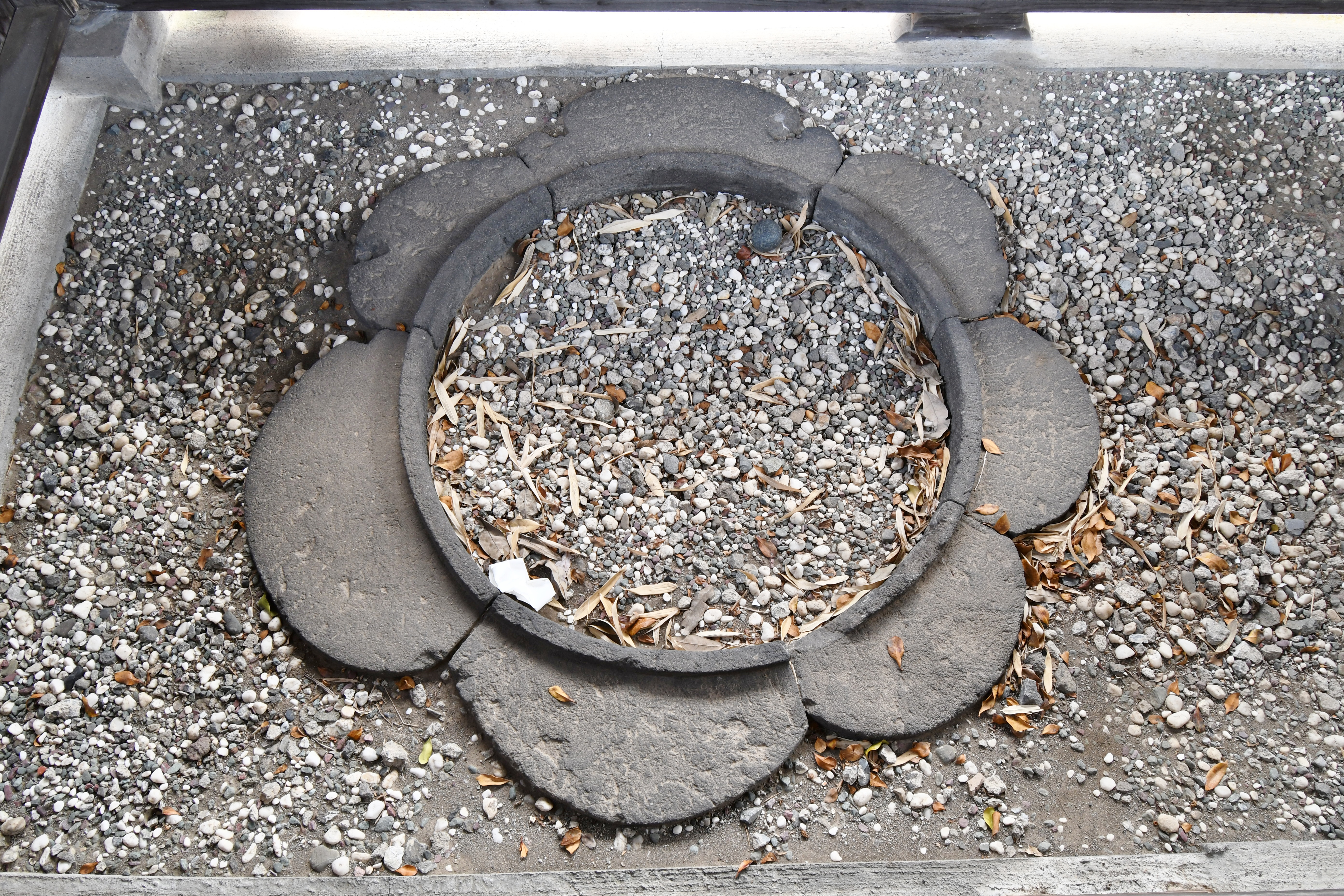
塔心柱根巻石

- 上野国山王廃寺塔心柱根巻石（考古資料）[6][10]
群馬県所有、前橋市総社町総社所在[16]。
山王廃寺遺跡の主要な文化財の一つとされており、最初に発見された柱礎石から北東の位置で見つかったとされている[8]。
蓮の花びらに見立てた7つの安山岩を組み合わせて構成されており、全体として大きな蓮の花となる[8][2]。蓮の花の中央部は直径約96.5センチメートルの円状の穴になっており、その円周にあたる部分が縁状に少し高くなっている[8]。発見時は何であるかは不明だったが、中国の東京城の遺跡から同様のものが発見され、塔の芯柱の根元の飾り石であることが判った[2][8]。柱の直径は3尺とわかり、当時の石材の加工技術の高さを示すものともなった[8]。1953年（昭和28年）11月14日指定[10][8]。

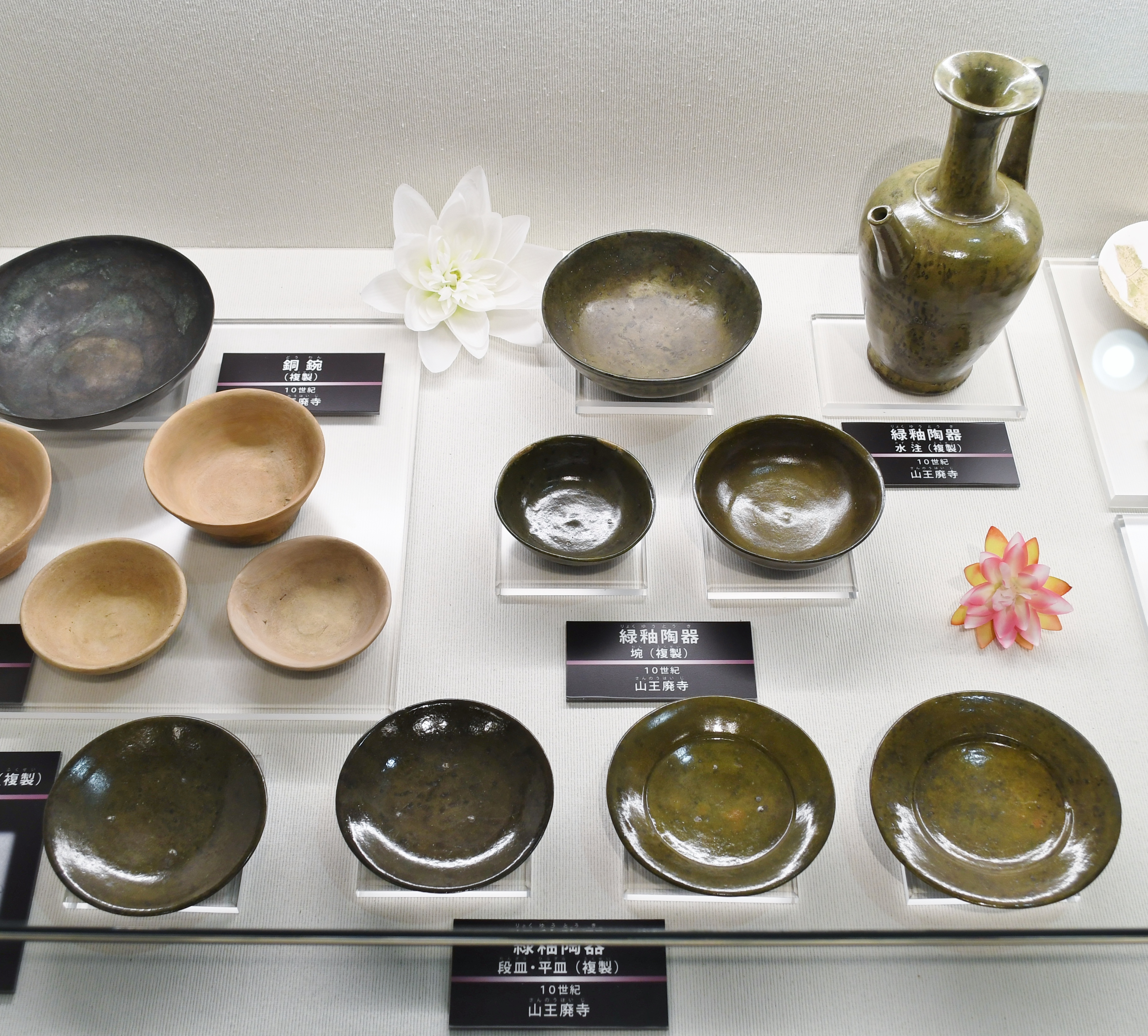
緑釉陶器（複製）前橋市総社歴史資料館展示。

- 緑釉水注1口、緑釉埦3口、緑釉皿4枚、銅鋺1口（考古資料）[3][11][12][13][14]
群馬県所有、群馬県立歴史博物館保管[16]。
1961年（昭和36年）6月に発見された。平安時代初期の作品とされる。日本では奈良時代から唐の陶器を真似て緑釉陶器（奈良三彩）を作るようになっていたが、この遺物はそれが平安時代初期に国風化されたことを示す代表作とみなされている[8]。密教の法具として儀式で使われたと考えられている[2][8]。1966年（昭和41年）6月11日指定[11][12][13][14][8]。

### 群馬県指定重要文化財
- 山王廃寺出土塑像頭部（高崎市所有、かみつけの里博物館保管[15]）
- 山王廃寺出土塑像群 4084点（前橋市所有[15]）
塔本塑像（塔の初層に置かれていた塑造群）が火災に遭ったため、まとめて埋められたものと思われる[7]。法隆寺五重塔の塔本塑像に匹敵すると評価されている[7]。2017年（平成29年）8月25日指定[15][7]。

### 重要美術品（国認定）

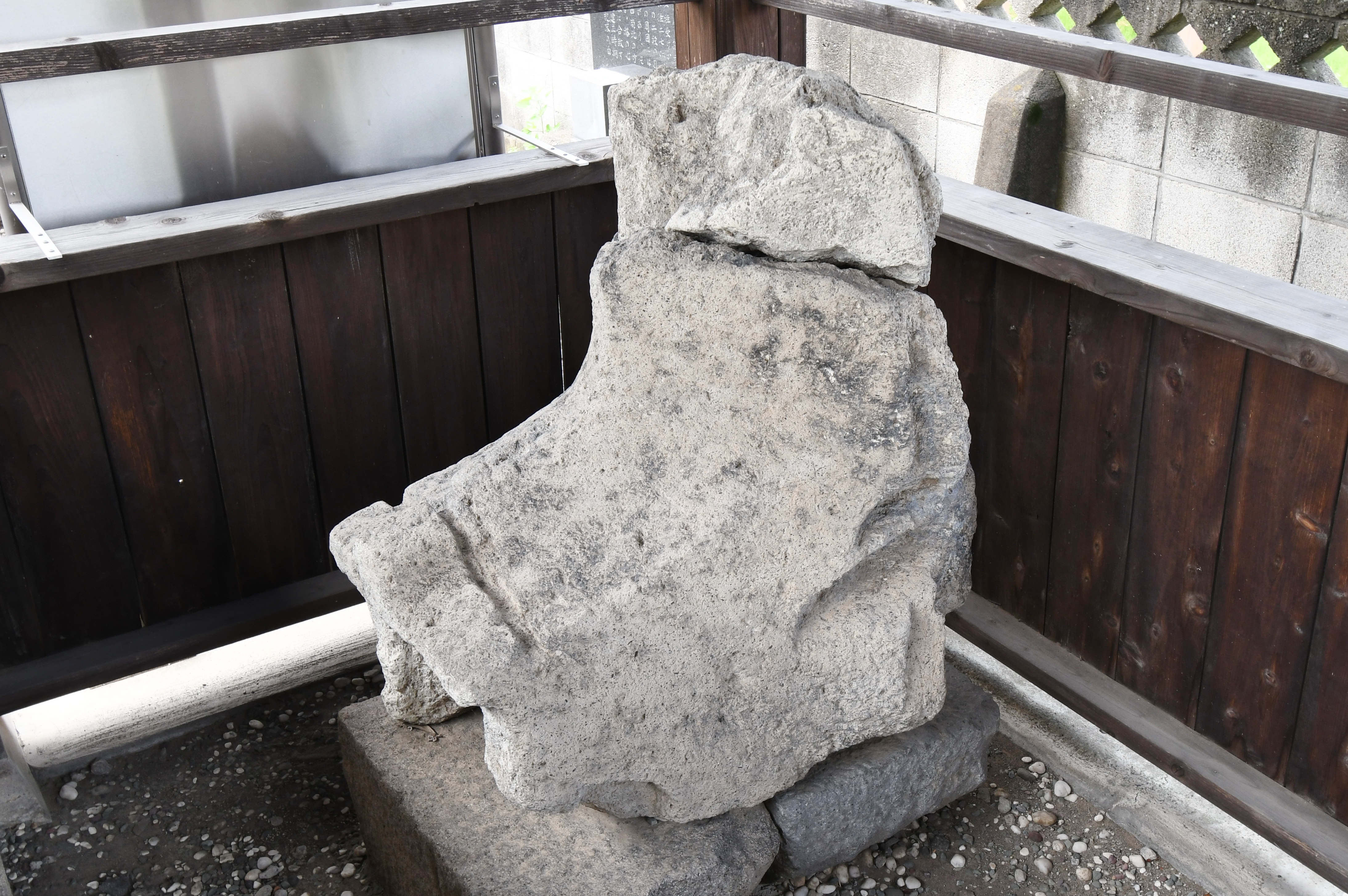
石製鴟尾A（日枝神社境内）

- 石製鴟尾残片 1箇（日枝神社所有） - 角閃石安山岩製[17]
- 石製鴟尾 1箇（個人所有） - 輝石安山岩製、高さ1.05メートル[18]
鴟尾は屋根の棟飾りで、空想上の動物である「鴟尾」をかたどったものである[2][8]。鴟尾は炎に対して水を噴き雨を降らせる能力を有するとされていたことから、防火のまじないとして建造物の屋根に設置されることが多い。日本ではほとんどの場合は瓦製で、石製のものとしては出土例が国内に3例しかなく、そのうちの2つがこの山王廃寺のものである[8][注 1]。山王廃寺からは2点が発見されているが、石材や加工に差異があることから、元来は別の建物に属していたとも推定されている[3][8]。一部は欠損しており、完全な形では高さ約10.5メートルあったと推定されている[8]。1936年（昭和11年）に2件が認定（うち1件は日枝神社所有、1件は個人蔵）[19][20]。

### その他

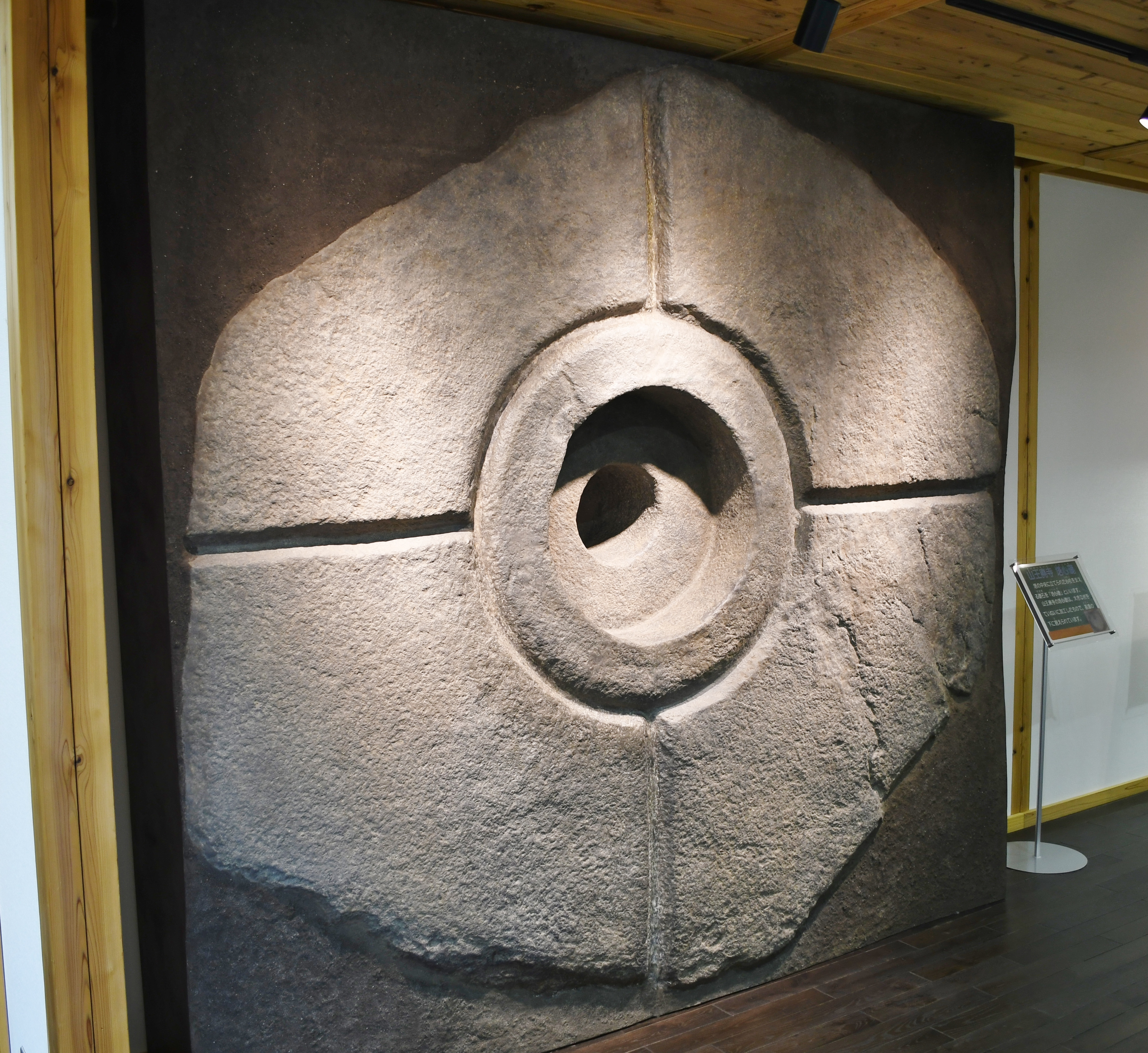
塔心礎（複製） 前橋市総社歴史資料館展示。
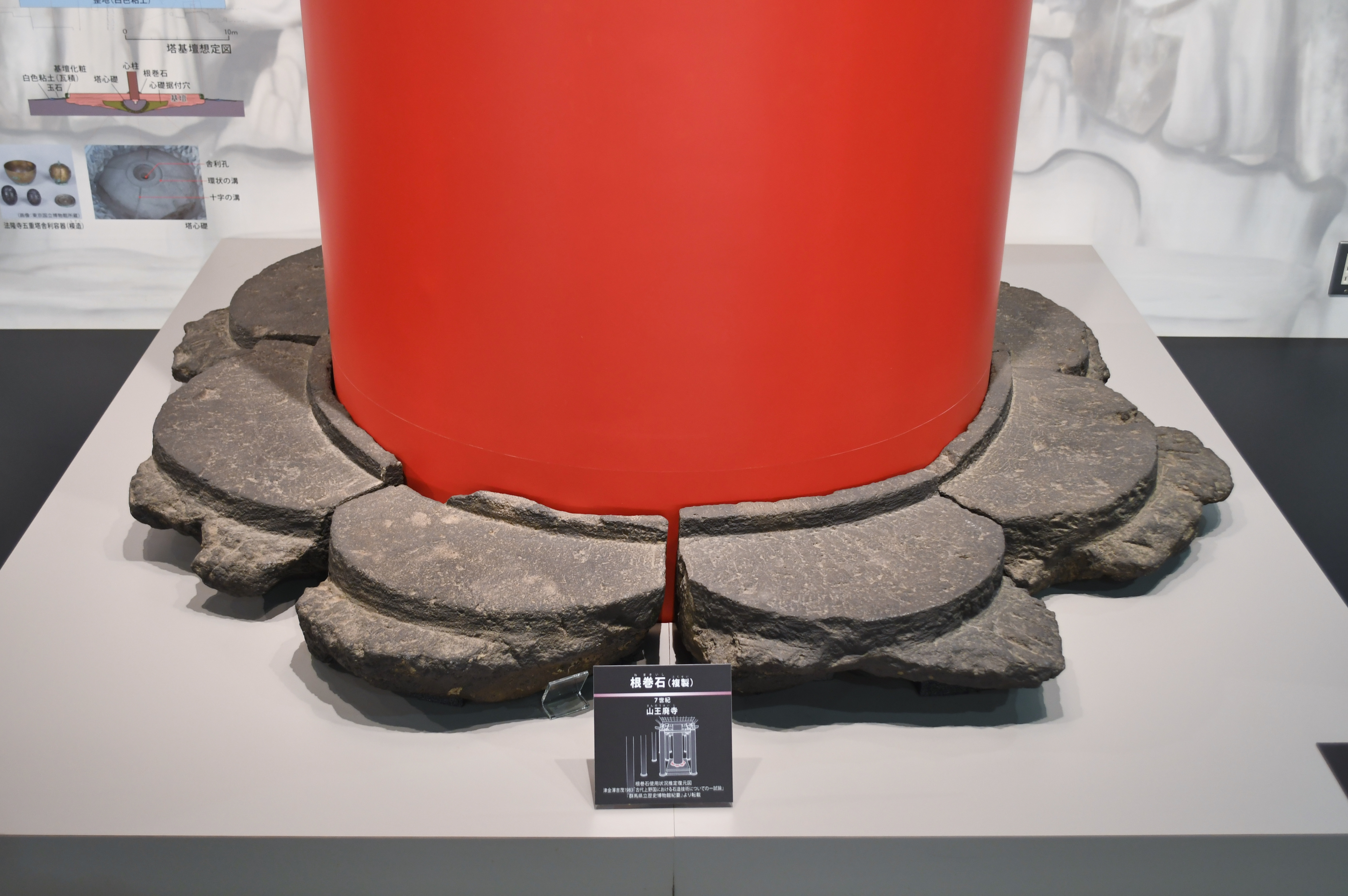
塔心柱根巻石（複製） 前橋市総社歴史資料館展示。
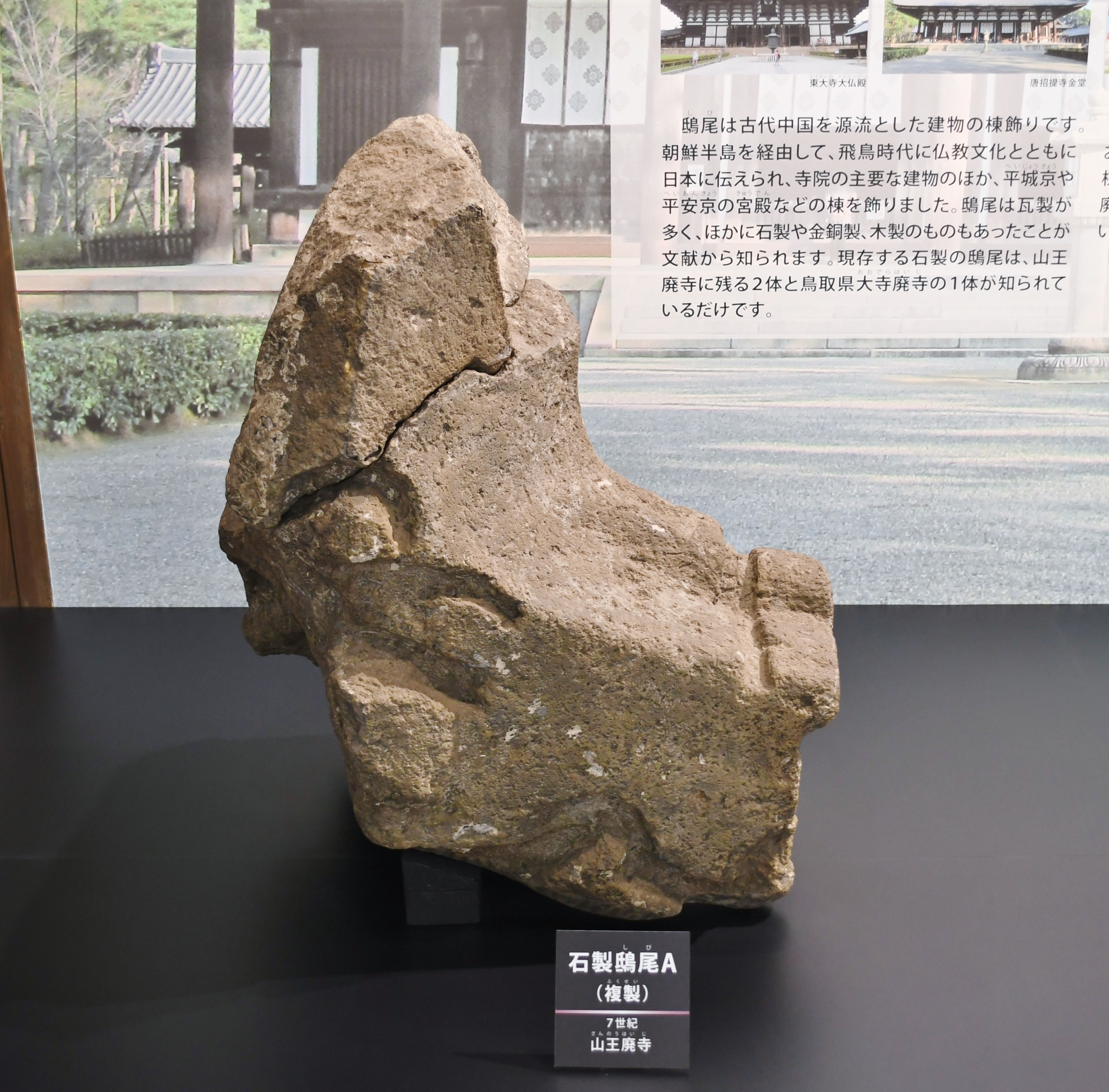
石製鴟尾A（複製） 日枝神社所有品の複製。前橋市総社歴史資料館展示。
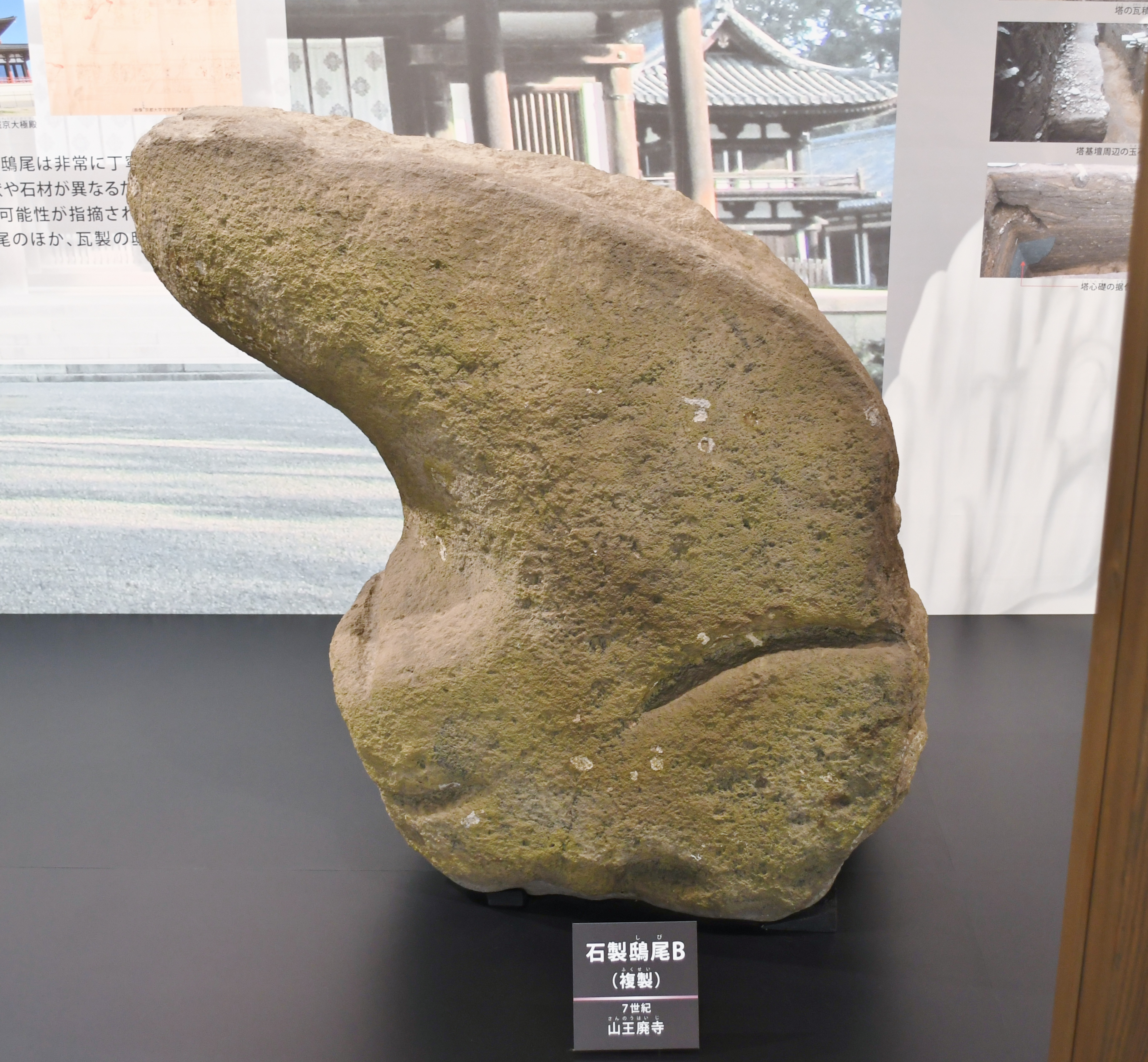
石製鴟尾B（複製） 個人所有品の複製。前橋市総社歴史資料館展示。
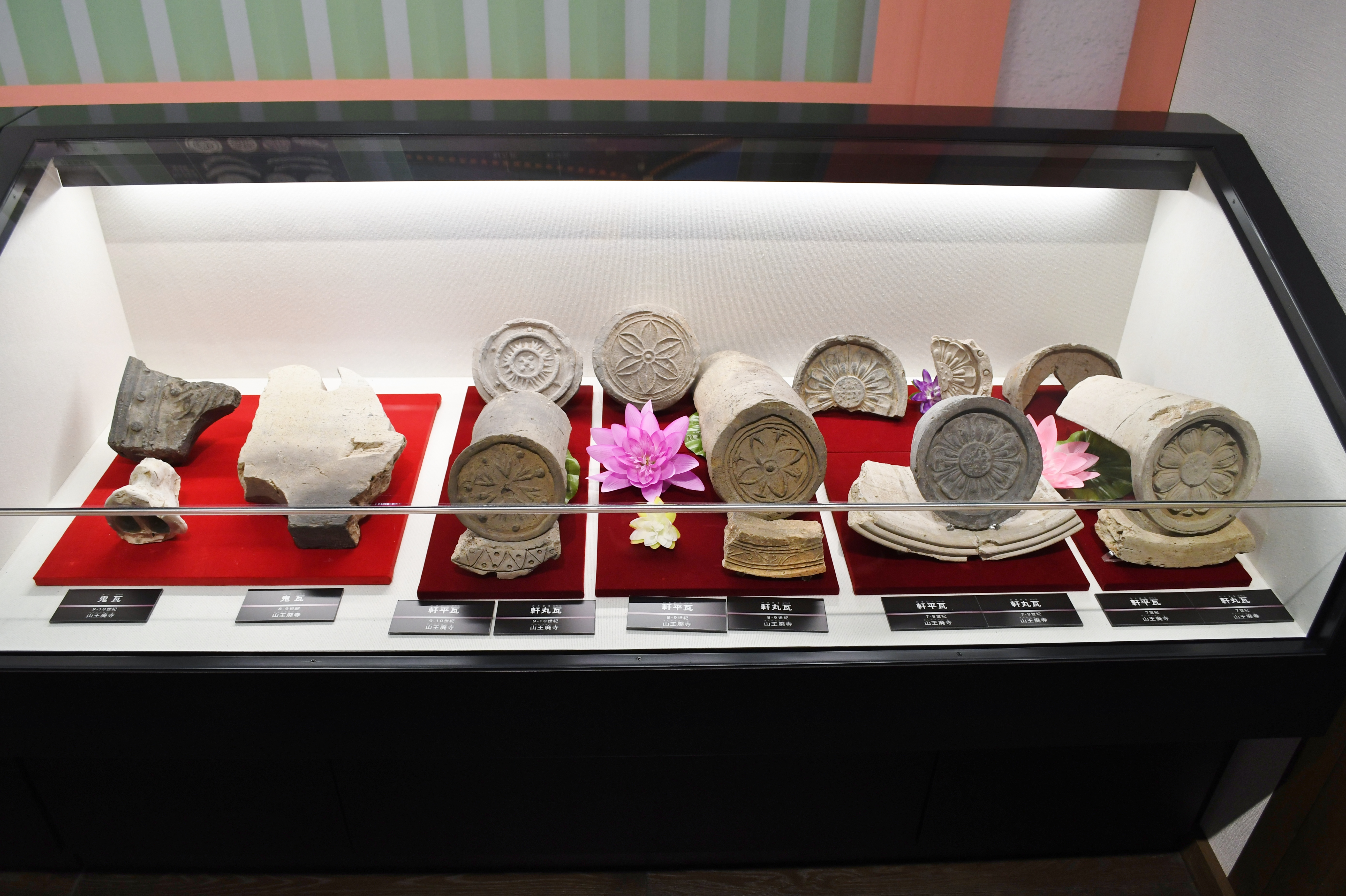
瓦群 前橋市総社歴史資料館展示。
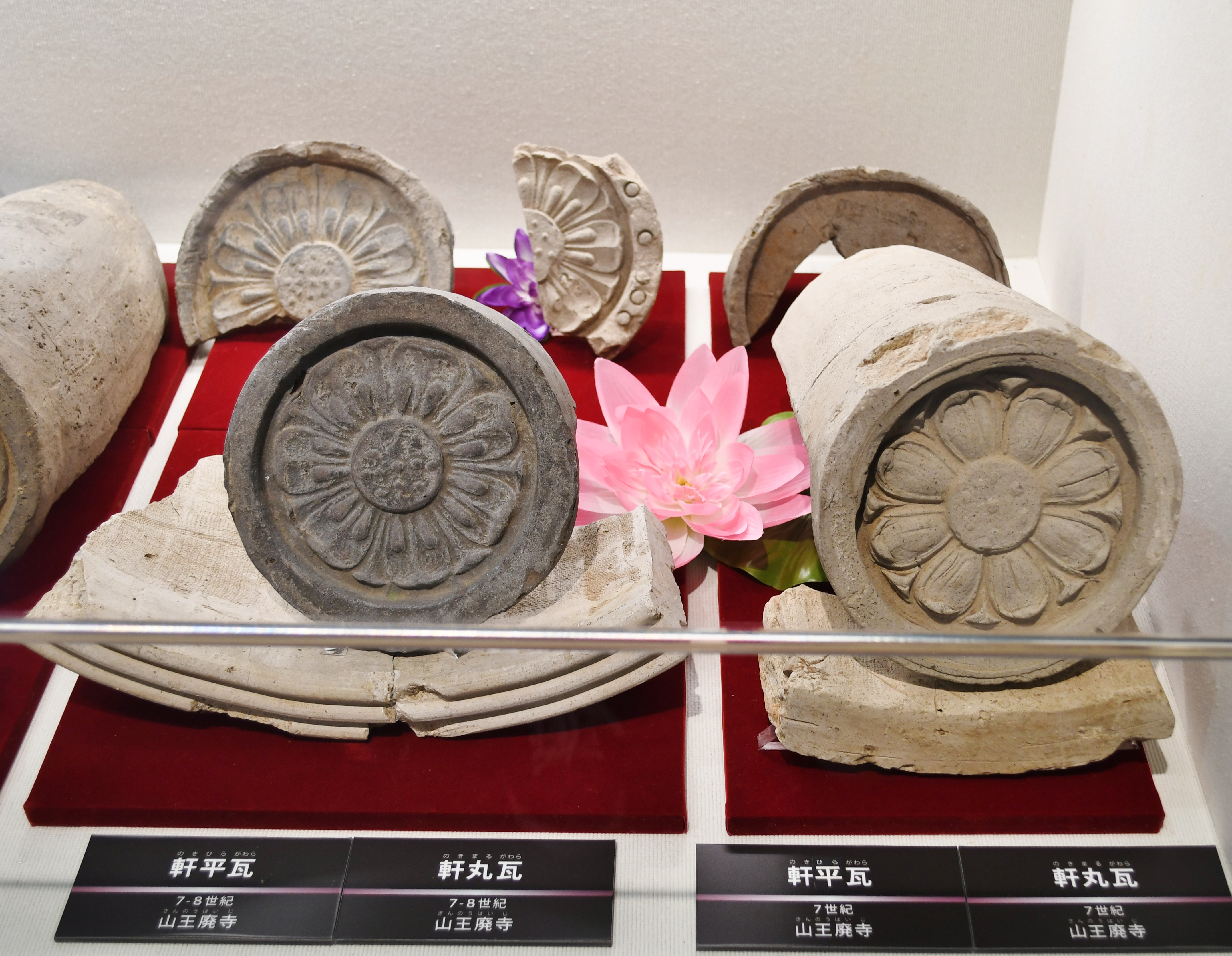
軒瓦 前橋市総社歴史資料館展示。
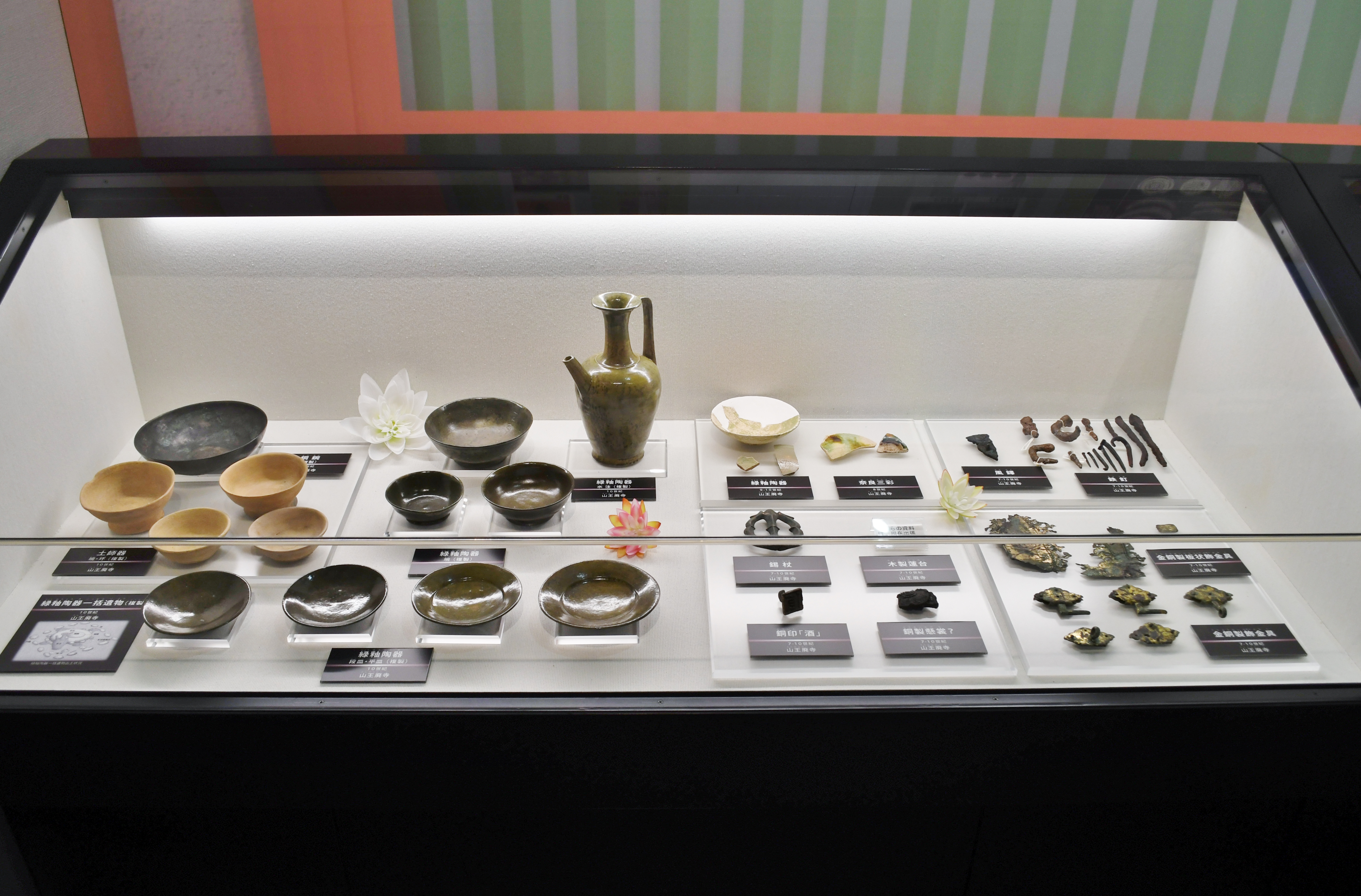
土器群 前橋市総社歴史資料館展示。
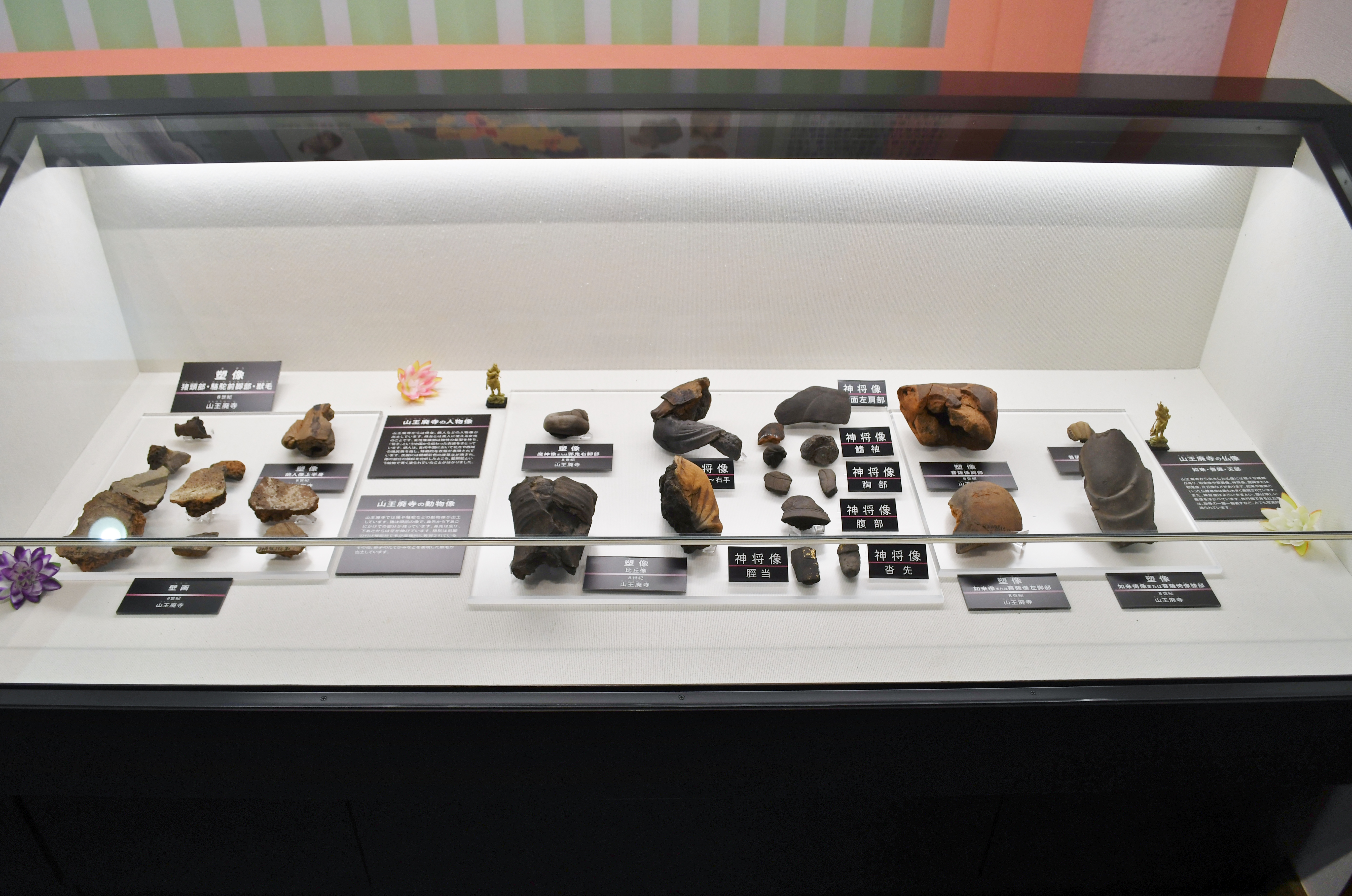
塑像群 前橋市総社歴史資料館展示。
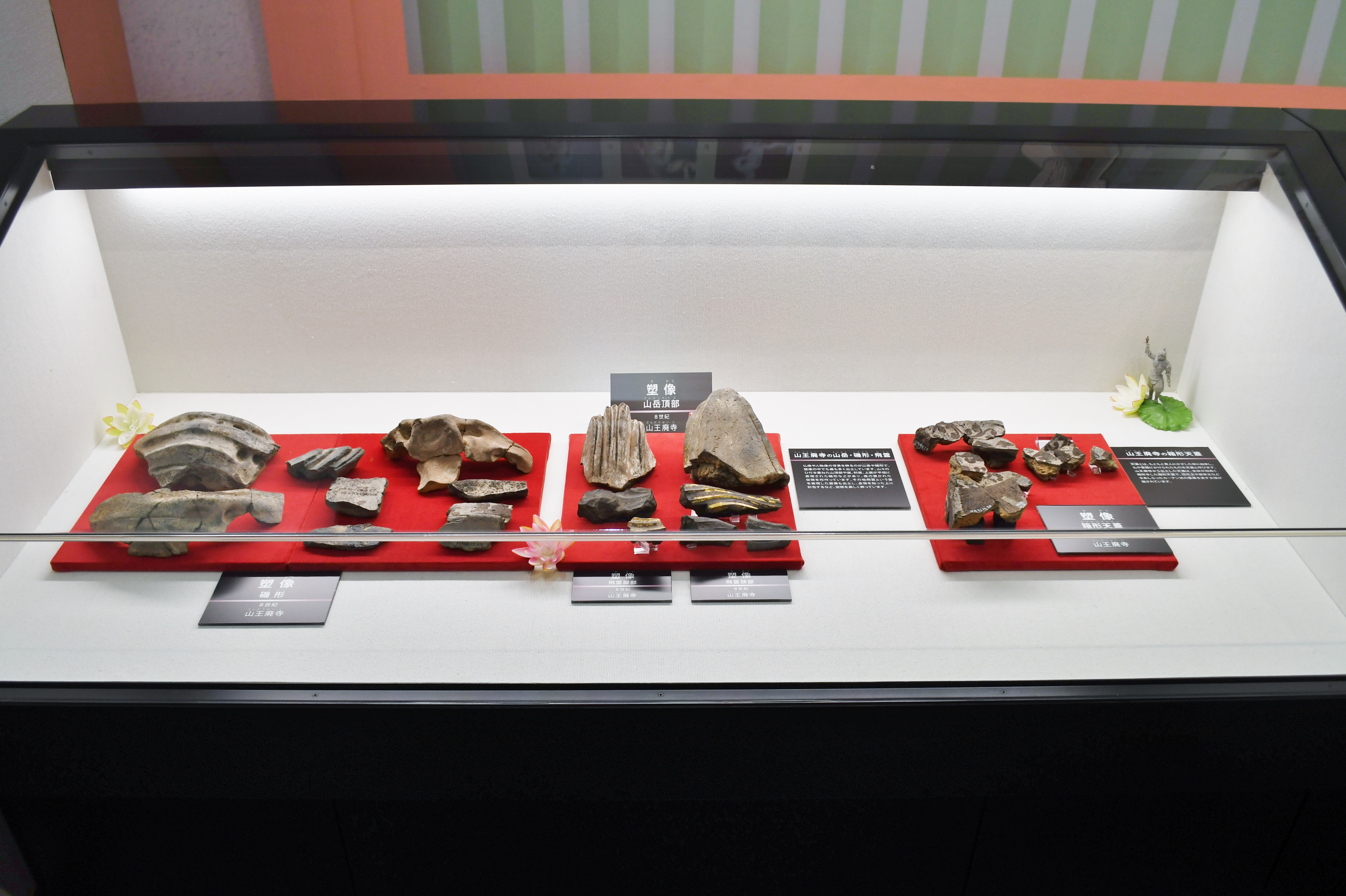
塑像群 前橋市総社歴史資料館展示。

## 現地情報
- 所在地：群馬県前橋市総社町総社[5]

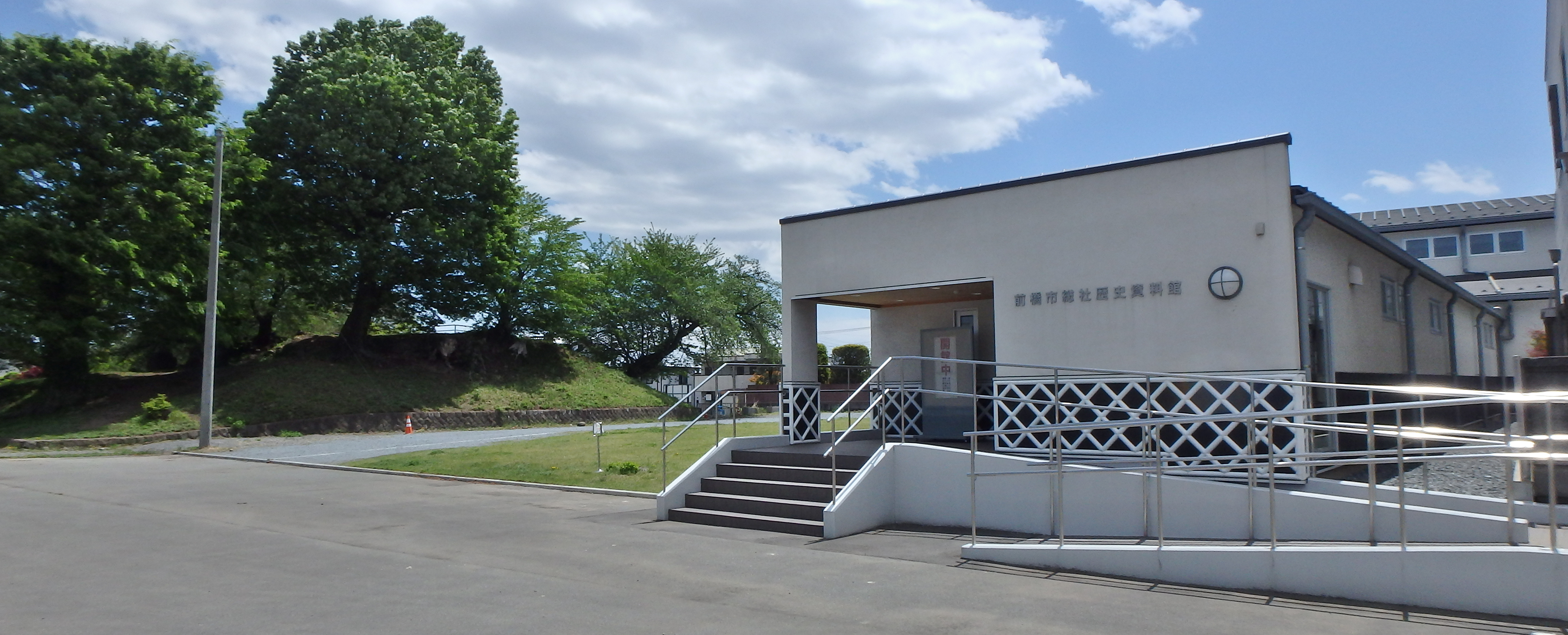
左:蛇穴山古墳、右:前橋市総社歴史資料館

- アクセス：JR東日本両毛線前橋駅から群馬バス「蚕業試験場前」下車、徒歩約10分[5]

関連施設
- 前橋市総社歴史資料館（群馬県前橋市総社町総社1584番地1）

周辺
- 国分僧寺跡：群馬県前橋市元総社町、高崎市東国分町・引間町
- 上野国分尼寺跡：群馬県前橋市元総社町、高崎市東国分町